# Stewart Lee
Stewart Graham Lee (Wellington, 5 april 1968) is een Britse cabaretier, schrijver en regisseur. Hij studeerde aan de Universiteit van Oxford. Zijn bekendste werken zijn Stewart Lee's Comedy Vehicle (2009), This Morning with Richard Not Judy (1998) en Stewart Lee: 41ste Best Stand-Up Ever! (2008). Hij is sinds 2006 getrouwd met Bridget Christie. Ze hebben twee kinderen.
Zijn carrière begon in 1990 met Richard Herring in een show voor de radio, wat resulteerde in het duo Lee & Herring; de samenwerking duurde tot 2000.
Lee heeft grote invloed (gehad) op de Britse culturele sector; naast zijn nog veel geciteerde werk in het duo Lee & Herring en zijn controversiële en spectaculaire project Jerry Springer: the Opera heeft Lee veel betekend voor andere Britse komieken als Harry Hill en Noel Fielding.

## Oeuvre

### Boeken
- Fist of Fun (met Richard Herring; non-fiction) BBC Books, 1995. ISBN 0-563-37185-4; ISBN 978-0-563-37185-4
- The Perfect Fool (roman) Fourth Estate, 2001. ISBN 1-84115-365-6; ISBN 978-1-84115-365-0
- Sit-Down Comedy (bloemlezing, Malcolm Hardee & John Fleming) Ebury Press/Random House, 2003. ISBN 0-09-188924-3; ISBN 978-0-09-188924-1
- More Trees to Climb, Ben Moor (voorwoord)
- Death To Trad Rock, John Robb (voorwoord) Cherry Red
- The Wire Primers: A Guide to Modern Music (hoofdstuk over The Fall)
- How I Escaped My Certain Fate – The Life and Deaths of a Stand-Up Comedian Faber & Faber 2010 ISBN 0-571-25480-2
- The 'If You Prefer a Milder Comedian, Please Ask For One' EP Faber & Faber 2012 ISBN 978-0-571-27984-5
- Content Provider: Selected Short Prose Pieces, 2011-2016 Faber & Faber 2016 ISBN 978-0-571-32902-1
- TV Comedian (2017)

### DVD’s
- Stand Up Comedian [2005]
- 90's Comedian [2006]
- 41st Best Stand Up Ever [2008]
- If You Prefer A Milder Comedian, Please Ask For One [2010]
- Carpet Remnant World [2012]

### Televisie
- Stewart Lee's Comedy Vehicle – Series One [2009]
- Stewart Lee's Comedy Vehicle – Series Two [2011]
- Fist of Fun – Series One [2011]
- Fist of Fun – Series Two [2012]
- The Alternative Comedy Experience - Season One [2013]
- Stewart Lee's Comedy Vehicle – Series Three [2014]
- The Alternative Comedy Experience - Season One [2014]
- Stewart Lee's Comedy Vehicle – Series Four [2016]

### Theater
- Stewart Lee [1994]
- King Dong vs Moby Dick [1997]
- American Comedy Sucks, And Here's Why (One Off Lecture at Edinburgh Fringe) [1998]
- Stewart Lee's Standup Show [1998]
- Stewart Lee's Badly Mapped World [2000]
- Pea Green Boat [2002] – [2003]
- Stand Up Comedian [2004]
- 90's Comedian [2005]
- What Would Judas Do? [2007]
- 41st Best Stand Up Ever [2007] (Werktitel: March of the Mallards)
- Scrambled Egg [2008] (Stijloefeningen voor Stewart Lee's Comedy Vehicle TV Series 1)
- If You Prefer A Milder Comedian, Please Ask For One [2009]
- Vegetable Stew [2010] (Stijloefeningen voor Stewart Lee's Comedy Vehicle TV Series 2)
- Flickwerk 2011 [2011] (Stijloefeningen voor Carpet Remnant World)
- Carpet Remnant World [2011] – [2012]
- Much A Stew About Nothing [2013-14] (Stijloefeningen voor Stewart Lee's Comedy Vehicle TV Series 3)
- A Room with a Stew [2015-16] (Stijloefeningen voor Stewart Lee's Comedy Vehicle TV Series 4)
- Content Provider [2016-17]